# Soupçon de magie
Un soupçon de magie (Good Witch) est une série télévisée américaine en 75 épisodes de 48 minutes basée sur les téléfilms The Good Witch, et diffusée entre le 28 février 2015 sur Hallmark Channel et sur W Network au Canada.
En Belgique, la série est diffusée depuis le 14 décembre 2015 sur La Une, au Québec depuis le 3 février 2016 sur Séries+, et en France depuis le 11 avril 2016 sur M6 et elle est également présente sur la plateforme de streaming Netflix jusqu’à la saison 5. Néanmoins, elle reste inédite dans les autres pays francophones. 

## Synopsis
La suite des aventures de la gentille sorcière Cassie Nightingale et sa fille, Grace, désormais adolescente, après le décès de Jake Russell.

## Distribution

### Acteurs principaux
- Catherine Bell (VF : Clara Borras) : Cassandra « Cassie » Nightingale, née Sue Ellen Brook
- James Denton (VF : Arnaud Arbessier) : Dr Samuel « Sam » Radford
- Bailee Madison (VF : Camille Donda) : Grace Russell (saisons 1 à 5, invitée saison 7)
- Rhys Matthew Bond (VF : Gabriel Bismuth-Bienaimé) : Nick Radford (saisons 2 à 5, récurrent saisons 1 et 6)
- Catherine Disher (VF : Véronique Alycia) : Martha Tinsdale
- Kylee Evans (VF : Nathalie Spitzer) : Stephanie Borden
- Peter MacNeill (VF : Jean-Claude Sachot) : George O'Hanrahan
- Anthony Lemke (VF : Éric Aubrahn) : Ryan Elliott (saisons 1 et 2)
- Dan Jeannotte (VF : Cédric Dumond) : Brandon Russell (saison 2, récurrent saisons 1, 3 et 4, invité saison 5)
- Ashley Leggat (saison 1) / Rebecca Dalton (saisons 2 à 5) (VF : Jessica Monceau) : Tara (saison 2, récurrente saisons 1, 3 et 4, invitée saison 5)
- Sarah Power (VF : Ivana Coppola) : Abigail Pershing (saisons 2 à 7, récurrente saison 1)
- Kat Barrell : Joy Harper (saisons 6 et 7)
- Marc Bendavid (VF : Thomas Roditi) : Donovan Davenport (saisons 5 à 7)
- Scott Cavalheiro (VF : Thibaut Lacourt) : Adam Hawkins (saisons 5 à 7)
- Gianpaolo Venuta (VF : Erwan Zamor) : Vincent (saisons 5 et 7)

Photos des acteurs principaux
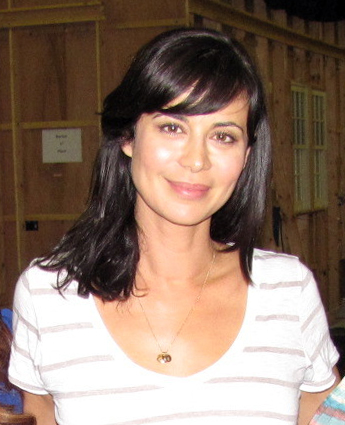
Catherine Bell dans le rôle de Cassie Nightingale.
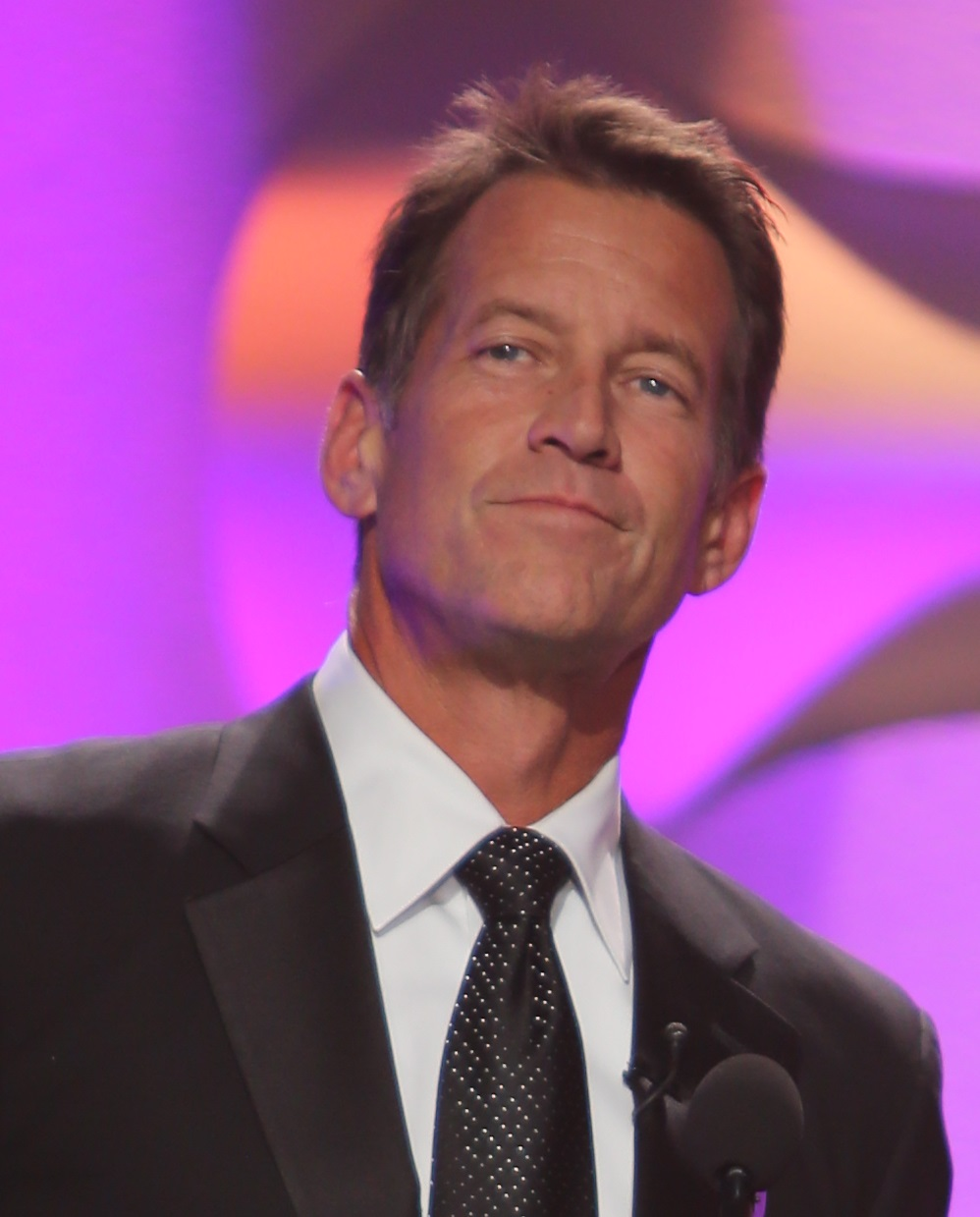
James Denton dans le rôle du Dr Sam Radford.
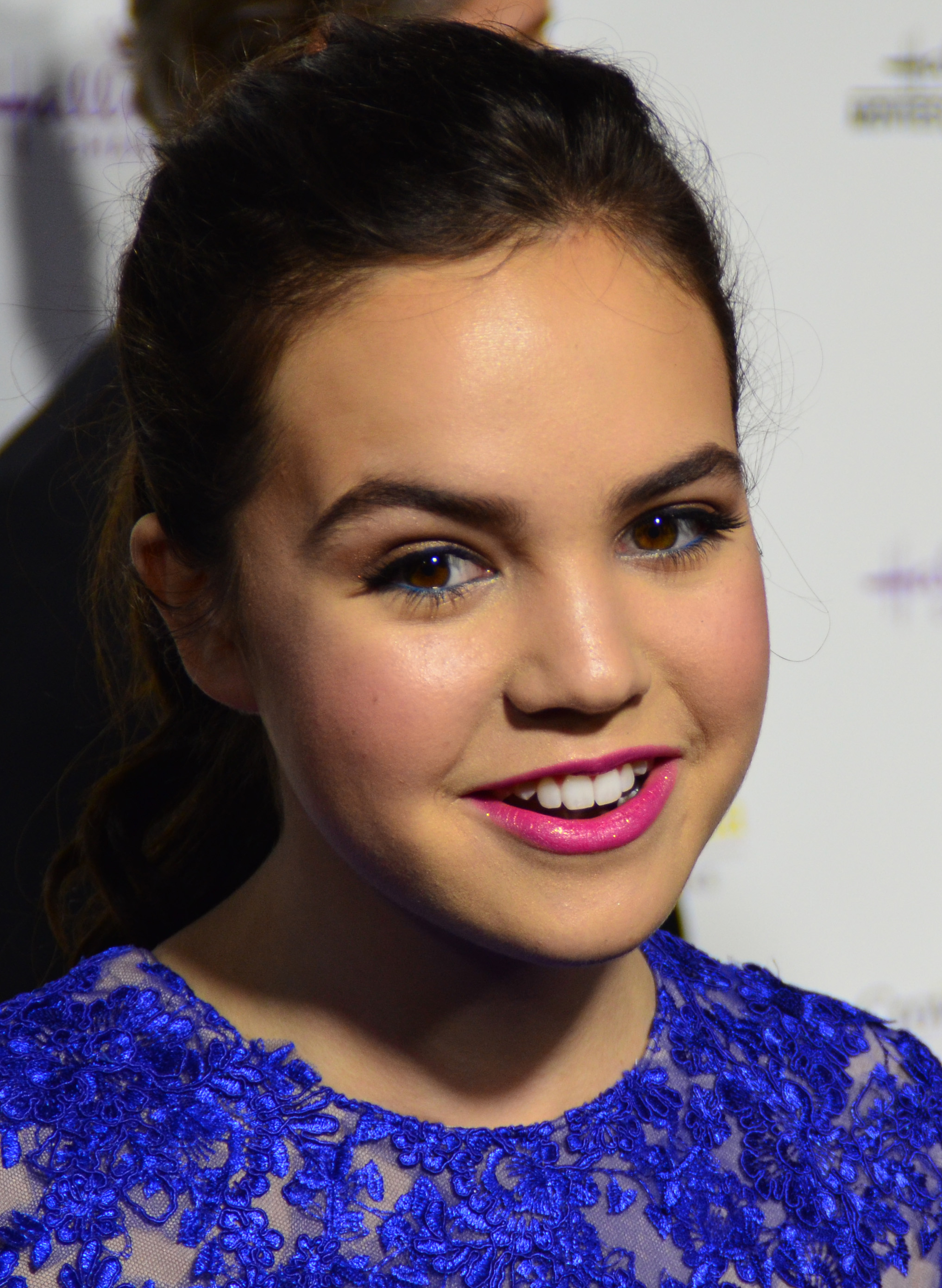
Bailee Madison dans le rôle de Grace Russell.
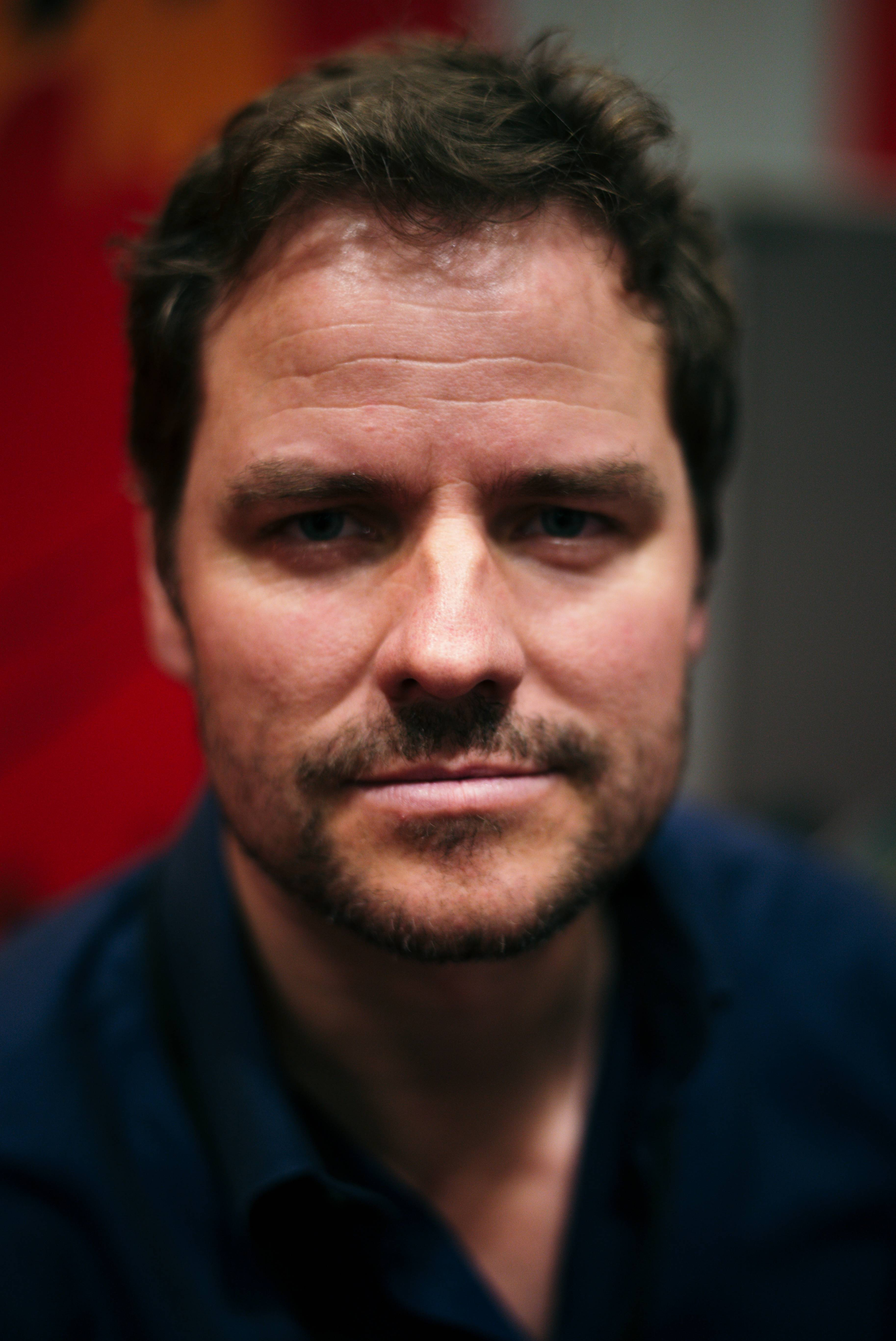
Anthony Lemke interprète Ryan Elliott.
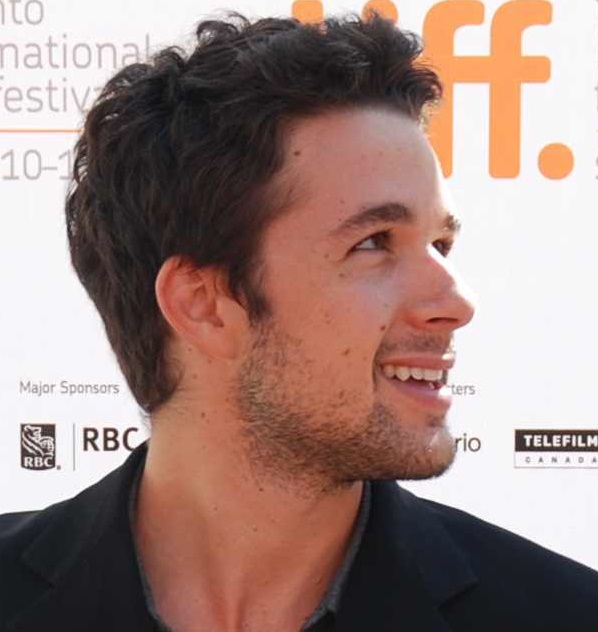
Marc Bendavid interprète Donovan Davenport.
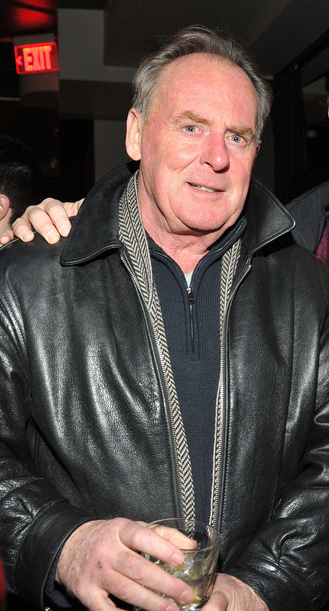
Peter MacNeill interprète George O'Hanrahan.
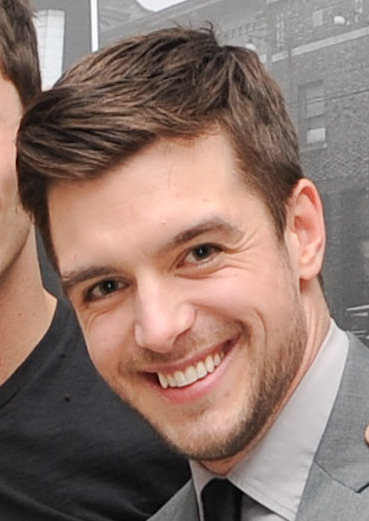
Dan Jeannotte interprète Brandon Russel.

### Acteurs récurrents
- Hannah Endicott-Douglas (VF : Claire Bouanich) : Lori Russell (saisons 1 et 2)
- Shane Harte (en) (VF : Benjamin Bollen) : Anthony (saison 1)
- Noah Cappe (VF : Julien Sibre) : Derek Sanders (saisons 1 à 4)
- Gabrielle Miller (VF : Rafaèle Moutier) : Linda Wallace (saisons 1, 2 et 5)
- Dan Payne : John (saison 2)
- Alanna Bale (VF : Zina Khakhoulia) : Courtney (saisons 3 et 4, invité saison 2)
- Kate Corbett : Eve (saisons 1 à 4)
- Jefferson Brown (VF : Damien Boisseau) : Ben (saisons 2 et 3, invité saison 1)
- Paul Miller (VF : Jean-Luc Atlan) : Tom Tinsdale (depuis la saison 2, invité saison 1)
- Sebastian Pigott : Phil Sturgis (saison 4)
- Seann Gallagher (VF : Laurent Morteau) : Liam (saisons 4 et 5)

Version française
- Société de doublage : VF Productions[6],[7]
- Direction artistique : Cécile Villemagne[7]
- Adaptation des dialogues : Garance Merley, Fanny Gusciglio, Bili Redler et Anne Marguinaud[7]

 Source et légende : version française (VF) sur RS Doublage et Doublage Séries Database

## Développement

### Production
Le 13 avril 2015, Hallmark Channel annonce le renouvellement de la série pour une deuxième saison de douze épisodes dont un spécial Halloween de deux heures diffusé le 24 octobre 2015, suivi des dix autres courant 2016.
Le 2 juin 2016, la série est renouvelée pour une troisième saison.
Le 28 juillet 2017, la série est renouvelée pour une quatrième saison.
Le 26 juillet 2018, la série est renouvelée pour une cinquième saison.
Le 3 juillet 2019, la série est renouvelée pour une sixième saison, mais Bailee Madison ne sera pas de retour.
Une septième saison est commandée le 15 juillet 2020. Elle est annulée le 9 juillet 2021.
Depuis la fin de la série, les acteurs principaux n’ont jamais caché leur envie de reprendre leur rôle respectif dans un téléfilm ou épisode Spéciale pour conclure les intrigues  

### Casting
La série reprend Catherine Bell dans le rôle principal, puis en juillet 2014, engage Bailee Madison dans le rôle de Grace, suivi en octobre de James Denton.

### Tournage
La série est tournée à Hamilton (Ontario) et Toronto, au Canada.

## Épisodes

### Téléfilms hors-saison (2008-2014)
1. Un soupçon de magie (The Good Witch) : Shérif de la ville de Middleton, Jake Russel élève seul ses enfants Brandon et Laurie depuis son veuvage. Un jour, la femme du maire l'informe de l'arrivée de Cassandra à Grey House, un château abandonné et réputé hanté. Aussitôt, les commérages vont bon train sur la belle et mystérieuse étrangère, surtout après l'ouverture de sa boutique de potions, bougies et livres anciens, de plus de mystérieux événements se succèdent. Brandon et Laurie, eux, sont persuadés que Cassandra est une gentille sorcière
2. Le Jardin des merveilles (The Good Witch's Garden) : Cassie Nightingale est propriétaire de Grey House, une demeure ancienne de 200 ans, héritée de son ancêtre, Lady Grey, où elle prévoit d'y célébrer le bicentenaire de la petite ville de Middleton. Pour payer les factures de l'entretien de la maison, elle décide d'ouvrir des chambres d'hôtes. Le premier client, Nick Chasen, est en réalité un escroc qui prétend être le véritable héritier de la maison. Sournois, il falsifie les actes successifs de propriété de la maison et oblige Cassie à quitter les lieux. Mais avec le soutien de son fiancé, Jake, le chef de la police qui mène sa propre enquête, et les pouvoirs magiques des plantes de son jardin, elle va se battre, obtenir gain de cause et organiser une somptueuse garden-party dans son parc pour fêter le bicentenaire de la petite ville.
3. Un mariage féerique (The Good Witch's Gift) : Cassandra et Jake filent le parfait amour. Ils ont même décidé de se marier, mais un problème se pose : le choix de la date de la cérémonie ! Inspiré par l'ambiance de Noël, Jake veut offrir à Cassandra le plus beau des cadeaux : l'épouser le soir du réveillon du 24 décembre !
4. La Magie de la famille (The Good Witch's Family) : Cassandra Nightingale vit dans la petite ville de Middleton avec son époux, le chef de la police Jake Russell, et ses deux enfants, Brandon et Lori, nés de son précédent mariage. Abigail Pershing, une cousine éloignée qu'elle n'a pas revue depuis des années, est expulsée de chez elle. Grâce à l'arbre généalogique de la famille, les deux cousines entrent en contact sur Internet, et Cassandra propose à Abigail de venir lui rendre visite
5. Une famille peu ordinaire (The Good Witch's Charm) : Un journaliste de passage à Middleton décide d'écrire un article sur la petite ville. Alors que ce dernier cherche à mieux connaitre ses habitants, les boutiques de la ville sont dévalisées. Les agissements donnent une mauvaise image à la ville : il faut y mettre un terme à tout prix en dénichant les coupables.
6. Ma famille bien-aimée (The Good Witch's Destiny) : L'anniversaire de Cassie approche et elle souhaite fêter l'événement avec ses proches. Tara et Brandon aimeraient se marier, mais Jake se montre réticent du fait de leur jeune âge. Le prochain devoir de Lori est un article sur La dame en gris et mène une enquête sur elle. Gwen voit revenir dans sa vie son fils, Drew, dont elle n'avait plus de nouvelles depuis des années…
7. Bienvenue dans la famille (The Good Witch's Wonder) : Cassandra Nightingale se retrouve obligée d'organiser le mariage de son fils à la dernière minute. Pendant ce temps-là, Martha, qui vient juste d'être élue maire de Middleton, a embarqué Cassie dans une vente aux enchères qui permettra de collecter de l'argent pour les jardins botaniques de la ville. Audrey, nouvelle arrivée en ville, tombe sur le magasin de Cassandra et les deux jeunes femmes se lient rapidement d’amitié. Cassandra, qui a besoin d'aide pour sa boutique, engage sa nouvelle amie comme assistante et va devoir s’occuper de l'organisation de la vente aux enchères. Mais Audrey détient un lourd secret, et les suspicions commencent quand l'un des objets de la vente a étrangement disparu.

### Première saison (2015)
Elle contient dix épisodes, diffusée du 28 février au 18 avril 2015 et en France, sur M6, dans la semaine du 11 au 15 avril 2016 à raison de deux épisodes par jour.
1. Le Médecin et l'Herboriste (Starting Over… Again)
2. Les Souvenirs (Apologies and Remembrances)
3. Rien ne sert de courir… (Running Scared)
4. Tout est pardonné (Do the Right Thing)
5. Affaires de famille (All in the Family)
6. Fini les mensonges ! (The Truth About Lies)
7. État d'urgence (The Storm)
8. Contre vents et tempêtes (Together We Stand…)
9. Déracinés (Homecoming)
10. Comme par magie (True Colors)

### Premier Spécial Halloween (2015)
Un double épisode spécial Halloween de 82 minutes a été diffusé le 24 octobre 2015 et en France, sur M6, le 31 octobre 2016.
1. Joyeux Halloween ! (part 1) (Good Witch Halloween)
2. Vilaine Sorcière (part 2) (Something Wicked)

Synopsis :
Alors que la petite ville de Middleton se prépare à fêter Halloween, Cassie réunit toute la famille pour décorer la maison d'hôte. Elle y accueille Joseph Weld, un médecin de Chicago dont tout le monde semble se méfier, sauf elle. Il lui apprend que leurs familles ont été liées par le passé. Il est à la recherche d'une clé précieuse, laissée par un ancêtre à Greyhouse. À l'approche du Festival de la récolte organisé pour Halloween, Stéphanie et Abigail se disputent le titre de reine tandis que Sam s'échine à construire un labyrinthe.

### Deuxième saison (2016)
Elle contient dix épisodes, diffusée depuis le 17 avril 2016. En France du 24 au 28 octobre 2016 sur M6.
1. Deuxième tentative (Second Time Around)
2. Leçons de conduite (Driven)
3. Nostalgie (Out of the Past)
4. L'Amour et ses tracas (The Trouble With Love)
5. Surprends-moi ! (Surprise Me)
6. Lâcher prise (Risk)
7. Le Secret (What's Your Secret?)
8. En proie au doute (Truth)
9. Accord parfait (A Perfect Match, Part 1)
10. Engagement (A Perfect Match, Part 2)

### Deuxième Spécial Halloween (2016)
Un double épisode spécial Halloween de 84 minutes a été diffusé le 22 octobre 2016 et sur M6, le 23 octobre 2017 en deux parties.
Bienvenue à Tarynsville (Good Witch: Secrets of Grey House)
Synopsis :
Cassie et George reçoivent des hôtes de marque : Jessica Carrington, son auteure préférée, et Sean Coyle, son éditeur. Avec l'accord de Cassie, Jessica organise une lecture officielle le jour de la sortie de son livre à Middleton. Alors qu'il vient de perdre l'un de ses patients, Sam se renferme et plonge dans le travail à l'hôpital.
Grace se remet de son accident. Jessica et Sean sont à la recherche d'un nouveau lieu pour son livre et Cassie va encore être d'une aide précieuse.

### Troisième saison (2017)
Composée de dix épisodes, elle a été diffusée à partir du 30 avril 2017 sur Hallmark Channel. En France dans la semaine du 24 au 30 octobre 2017 sur M6 à raison de deux épisodes par jour.
1. L'Amour en fleur (A Budding Romance)
2. La Belle Merriwick (Without Magic for a Spell)
3. Jour après jour (Day After Day)
4. Comment lui dire « je t'aime » (How to Say 'I Love You!')
5. Fais un vœu (A Birthday Wish)
6. Dites-le avec des chocolats (Say it with Candy)
7. L'union fait la force (In Sickness and in Health)
8. Une belle surprise (Somewhat Surprising)
9. Quand la famille s'en mêle / Pas de mariage aujourd'hui (1/2) (Not Getting Married Today, Part 1)
10. Quand la famille s'en mêle / Pas de mariage aujourd'hui (2/2) (Not Getting Married Today, Part 2)

### Troisième Spécial Halloween (2017)
Un épisode spécial Halloween a été diffusé le 22 octobre 2017 aux États-Unis.
- La Prophétie d'Halloween (Good Witch Spellbound)

Synopsis :
Cassie raconte à Grace l’histoire légendaire de Cotton Perriwood, un ancien habitant de Middleton, qui aurait juré vengeance après avoir été banni de la ville pour utilisation de la magie. En effet, on a retrouvé, dans un recoin poussiéreux des archives de la Mairie, une vieille caisse en bois. À l’intérieur, une photo de Perriwood, posant sur le porche de sa maison décorée pour Halloween, quatre gargouilles et des feuilles de papier mousseline portant l'inscription de ses prophéties et l’annonce d’un terrible malheur qui devrait s’abattre sur la ville, un soir d’Halloween.
Pendant cette période festive, Grey House accueille de nouveaux pensionnaires : des jeunes mariés en voyage de noces et un couple qui vient de fêter ses cinquante ans de mariage.
Alors que Cassie, Grace, Stéphanie, Abigail et même Sam commencent les décorations, un mystérieux étranger, ressemblant physiquement à Perriwood, débarque en ville. Il s’intéresse à l’embellissement de la ville pour Halloween, créant un certain malaise. Au même moment, surviennent, des événements étranges, comme indiqués, dans les prédictions : des citrouilles-lanternes tombent et roulent au sol, des grenouilles sortent des fontaines et des chauves-souris volent la nuit au-dessus de la ville.
Nick essaye, par tous les moyens, d'effrayer son père pour Halloween tandis que Grace, a l'idée d'organiser un concours de décoration. Elle propose, à cette occasion, à la Mairie de vendre des tickets afin d'offrir des jouets aux enfants hospitalisés. Tous les habitants pourront aller de magasin en magasin pour choisir celui qui sera le mieux décoré pour Halloween et le résultat sera annoncé, le soir même, lors de la fête costumée à Grey House. Mais, au lieu de se rassembler dans l'esprit d'Halloween, les commerçants vont se diviser et créer des conflits.
Martha apprend qu'il manque une page au livret des prophéties et cela pourrait changer bien des choses d'autant plus qu'elle est persuadée que Cassie et Sam sont la clé pour briser la malédiction et sauver la ville. Mais a-t-elle vraiment raison ? Grace pense que les gargouilles ont quelque chose à révéler…

### Quatrième saison (2018)
Elle est diffusée depuis le 29 avril 2018 sur Hallmark Channel.
1. Avec cette bague (With This Ring)
2. Une chanson dans l'air (In 4/4, with Emotion)
3. Le Retour du père (Daddy's Home))
4. Week-end en famille (Family Time)
5. L'Art de l'écriture (Written Like a Merriwick)
6. Compatibilité (Match Game)
7. Jusqu’à ce que la mort nous sépare (Til Death Do Us Part)
8. La Robe idéale (All Dressed Up)
9. Le Couvre-lit des futurs-mariés (How to Make a Middleton Quilt)
10. Le Bouquet de la mariée (Tossing the Bouquet)

### Quatrième Spécial Halloween (2018)
Un épisode spécial Halloween a été diffusé le 21 octobre 2018 aux États-Unis.
- Un conte pour deux cœurs (Tale of Two Hearts)

### Cinquième saison (2019)
Composée de dix épisodes, elle a été diffusée du 9 juin au 18 août 2019 sur Hallmark Channel.
1. L'Arbre de l'amour éternel (The Forever Tree) (1/2)
2. L'Arbre de l'amour éternel (The Forever Tree) (2/2)
3. La Lune de miel (The Honeymoon)
4. Le Prince (The Prince)
5. Le Thé (The Tea)
6. Le Road-trip (The Road Trip)
7. Le Grey-jour (The Grey-cation)
8. Le Trésor (The Treasure)
9. La Comète (The Comet)
10. La Remise des diplômes (The Graduation)

### Cinquième Spécial Halloween (2019)
Un épisode spécial Halloween a été diffusé le 19 octobre 2019 aux États-Unis en deux épisodes.
- La Malédiction de la Rose (Curse from a Rose)

Synopsis :
Cassie reçoit la visite inattendue de sa colocataire d'université, Autumn Delaney qui a du ressentiment envers elle pour un évènement passé.
Cassie va s'appuyer sur son instinct magique pour aider Autumn à surmonter ses sentiments non résolus avant que celle-ci ne sabote réellement les célébrations d'Halloween de Middleton.
Martha a prévu un feu de joie pour honorer la saison et ne comprend pas que son mari ait oublié l'anniversaire de leurs fiançailles le soir d'Halloween.
La malchance semble contrecarrer les tentatives de Sam d'organiser un Halloween romantique pour Cassie, puisque c'est leur premier en tant que couple marié, malgré l'arrivée d'un mystérieux porte-bonheur.
Stephanie et Adam tentent de battre le record de sculpture sur citrouille détenu par Blairsville et pour cela, ils ont besoin de l'aide de tous les habitants de Middleton.
Pendant ce temps, George et Nick recherchent le monstre marin mythique de Middleton, Bessie.

### Sixième saison (2020)
Elle est diffusée depuis le 3 mai 2020 sur Hallmark Channel.
| ÉPISODES Titres VF+VO               | DIFFUSIONS aux É.U | SYNOPSIS |
| ----------------------------------- | ------------------ | --- |
| 1. L'Anniversaire (The Anniversary) | Le 03/05/2020      | Cette nouvelle saison débute par le premier anniversaire de mariage (noces de coton ou de papier) pour Cassie et Sam. Ils se retrouvent seuls après le départ des adolescents pour l’Université et ils veulent vraiment que cette journée soit mémorable et magique. Sam se démène pour trouver le cadeau parfait. Quant à Cassie, elle héberge une invitée à Grey House qui ne semble pas avoir tout dit sur la raison de sa présence à Middleton. Martha et Dotty n’ont pas enterré la hache de guerre et se disputent la demeure qui autrefois avait appartenu à Roderick Davenport, celui qui est à l’origine de la malédiction. Stephanie et son associée ne s’entendent pas vraiment sur la gestion du foodtruck. Abigail et Donovan trouvent de drôles de prédiction dans leurs biscuits de fortune, ce qui va les conduire à en savoir davantage sur leurs familles respectives. |
| 2. Le Chili (The Chili)             | Le 10/05/2020      | Sam est à la recherche d’un ingrédient capital pour son chili à l'approche du concours de cuisine, commence alors une véritable chaîne de troc avec Martha, Stephanie et Abigail. Martha apprend qu’elle n’est plus la seule à briguer un mandat à la mairie et elle va devoir mettre son entêtement de côté pour faire des compromis avec son adversaire politique potentiel. Stéphanie, grâce à Cassie et son expérience passée vient en aide à une jeune commis de cuisine qui a des problèmes avec sa meilleure amie. Abigail révèle par inadvertance un secret sur son père lorsqu'elle rencontre sa compagne, ce qui va l'inquiéter sur sa propre relation avec Donovan. Pendant ce temps, Cassie déterre une capsule temporelle qui révèle des informations sur sa nouvelle hôte à Grey House, la très énigmatique et curieuse, Joy Harper. Mais qu’est-elle bien venue chercher à Middleton ? |
| 3. L'Horloge (The Clock)            | Le 17/05/2020      | Joy découvre les avantages et les inconvénients d’être une Merriwick et se met à la recherche d’une pièce de collection pour Martha accompagnée de Cassie et d'Abigail. Mais tout ne va pas se passer comme prévu, au vide-grenier, elle va tomber sur un propriétaire récalcitrant. Martha travaille sur ses mémoires mais trouve que sa vie passionnante n’est pas retranscrite correctement sur le papier, alors elle trouve un moyen pour y remédier. Sam découvre les bénéfices d'un chien de soutien émotionnel lorsqu'il soigne l’un de ses patients. Stephanie reçoit la visite inattendue de son ex-mari Wes, suscitant une certaine jalousie chez Adam. Abigail aide Donovan à écrire un discours et peine à se souvenir de leur chanson. George retrouve un vieil ami de l'armée et lui fait une offre étonnante et vitale. Pendant ce temps, le cadeau de Cassie pour Sam occasionne une réunion fortuite entre deux des patients de Sam. |
| 4. La Bougie magique (The Dinner)   | le 24/05/2020      | Cassie a du temps maintenant que les deux adolescents ont quitté le cocon familial. Elle a quelques idées en tête, dont celle d’un dîner progressif afin de faire connaitre Joy, la nouvelle venue dans la famille Merriwick à ses amis.Ils dégusteront entrée, plat et dessert dans une maison à chaque fois différente. Mais tout ne se passera pas comme prévu à la fin de ce repas. Joy veut remettre à l'honneur la tradition Merriwick qui consiste à créer des bougies magiques afin de réaliser un souhait. Martha aide la chroniqueuse du courrier du cœur, « Dear Debbie » qui a des soucis avec son mari. Parfaite dans ce rôle, elle va même a remplacer pendant ses vacances. Après avoir reçu une lettre par mail, concernant le dîner, elle va se lancer à la recherche de son expéditeur anonyme. Donovan craint qu’Abigail et lui ne soient plus sur la même longueur d’onde lorsqu'elle lui parle de son rêve de vivre en Italie et plus particulièrement en Toscane.La relation amicale de Stéphanie avec son ex-mari, Wes cause des problèmes dans sa relation avec Adam.Joy se prend la tête avec son menuisier mais quand il décide d'abandonner son travail, cela risque de mettre en danger leur projet commun. Nick rend visite à sa famille pendant le week-end. Il a un projet qui concerne les femmes Merriwick, mais il est aussi inquiet car il ne sait pas comment dire à son père qu’il a des difficultés dans ses études. |
| 5. Le Mandala (The Mandala)         | le 31/05/2020      | Cassie envisage de mettre à profit son diplôme en histoire de l’art pour quelques vacations en tant qu’enseignante. Après avoir passé son entretien, elle se détend en faisant un mandala de sable. Sam se penche sur les problèmes de santé d’Adam et l’opération semble la meilleure des options pour sa guérison. Joy aide Abigail et Donovan à briser la malédiction, elle pense que le bijou manquant pourrait les libérer et qu’il faudrait qu’ils consultent un cryptologue. En chemin, ils vont tomber en panne mais est-ce vraiment le hasard ? Martha reçoit la visite de son fils, Dylan et de sa belle-fille Claire. Ils ont aussi une grande nouvelle à annoncer à Martha et à son mari. Plus tard Dylan, devant s’absenter deux jours pour affaires à Chicago, les deux femmes vont avoir l’occasion de mieux se connaitre. Carter a un dîner un peu chic en compagnie de sa petite amie, Mia et Joy lui donne quelques conseils et fait quelques achats pour lui, pour le remercier de ne pas lui avoir pris sa camionnette. |
| 6. La Prémonition (The Dream)       | le 07/06/2020      | La France est bien au centre de cet épisode avec la venue d’une délégation de la ville de Bois du Frère pour un éventuel jumelage avec Middleton. Martha est sur le pont mais n’en fait-elle pas un peu trop, au risque de passer à côté de ce partenariat ? Un français aussi, l’impressionniste, Claude Pissarro, au programme de Cassie qui a choisi le musée pour son premier cours de vacation en histoire de l’art. Deux étudiants, Sidney et Zack, que tout oppose, vont lui servir aussi de support. Opération chirurgicale compliquée pour Sam car il s’agit d’Adam et il veut que tout se passe bien pour son ami. Stephanie est là aussi, pour le soutenir dans cette épreuve et lui montrer son amour. Néanmoins, le réveil risque d’être un peu difficile. Joy fait un rêve prémonitoire concernant la relation entre Abigail et Donovan. Elle y voit une rupture sous un croissant de lune. Ce symbole réapparait sur une peinture murale dans la bibliothèque de Roderick Davenport. Il se trouve être apposé sur la roulotte d’un « traveller » (un bohémien d’origine irlandaise). Les deux amoureux vont-il devoir se séparer pour briser cette malédiction ? Le très jovial, George fait une excellente impression sur les représentants français et Martha lui demande même conseil. Cassie le met sur la route de Sam, l’infirmière de l’hôpital. Une nouvelle romance en vue sans doute …. ? Lors de la soirée pour célébrer le jumelage des deux villes, Sam accompagne Stephanie à la guitare qui chante la magnifique chanson sur l’amitié « You've got a friend. ». |
| 7. Le Tableau (The Tableau)         | le 14/06/2020      | Cassie se prépare pour la célébration du 225e anniversaire de Grey House et expose les peintures de Nathaniel Merriwick. L'œuvre inspire Martha qui décide réaliser un tableau vivant afin de marquer l'occasion mais ils devront s’activer car il ne reste que deux jours avant l’événement. Sam n’est pas content car Adam a raté deux séances de rééducation et pour l’encourager à les reprendre, il va faire appel à un stratagème en le défiant au babyfoot. Sam va aussi s’essayer à l’art de la peinture avec un peu plus de difficultés quand même …. Cassie accueille une nouvelle invitée à Grey House, Hayley, une influenceuse, accro aux réseaux sociaux, qui va devoir faire sans son téléphone quand la connexion internet sera coupée et qu'elle ne pourra plus rien partager avec ses abonnés. Martha recrute Stephanie pour diriger le comité de la serre communautaire de la ville mais s’en mord les doigts un peu plus tard quand elle n’obtient pas le retour de ce qu’elle espérait ; Stephanie jouant à son propre jeu. Joy et Carter jouent eux à s’organiser des rendez-vous arrangés, sans grand succès. Abigail et Donovan sont réunis pour le tableau vivant et vont en découvrir davantage sur le Traveller (famille des gens du voyage d’origine irlandaise) qui a aidé Roderick a jeté la malédiction. |
| 8. Les Chocolats (The Chocolates)   | le 21/06/2020      | La Fête du Chocolat aura lieu cette année à Grey House pendant deux jours et Cassie en profite pour se servir des vieilles recettes de son arrière-grand-mère, Laurel pour faire ses pâtisseries. Joy découvre celle du « Chocolat de Vérité » qui aurait pour pouvoir de faire dire la vérité à la personne qui en mangerait. Cette manifestation sera présidée par Kenny, le célèbre Roi du chocolat qui, sous son air décontracté, cache en fait sa peur de ne pas être à la hauteur pour reprendre l’entreprise de son père ; ce qui le poussera à faire un geste désespéré. Un ancien ami de fac d’Abigail, Jason, refait surface avec une proposition inattendue pour sceller un pacte conclu à l’époque mais l’aime-t-il vraiment ? Les chocolats vont-ils aider Abigail à le savoir ? L’ancienne associée de Joy, Donna vient à Grey House pour l’inciter à signer les papiers pour la scission de leur entreprise. Sam affronte le nouvel administrateur de l'hôpital, Grant, après qu'il a engagé un chirurgien sans l’avoir consulté. Il va aussi aider Donovan à découvrir un nouvel indice autour de la malédiction Merriwick-Davenport. Remis de son opération, Adam veut partir en mission. Stéphanie approuve sans vraiment vouloir qu’il quitte Middleton. George a besoin d’un équipier et son choix se porte sur Martha, ancienne grande joueuse de bowling. Même si cette dernière a quelques difficultés à reprendre le jeu car elle est hantée par une défaite mais Cassie sera là pour l’encourager. |
| 9. Un séjour à Chicago (The Loft)   | le 28/06/2020      | Cet avant dernier épisode de la saison 6 se passe en grande partie à Chicago pendant les fêtes de Noël. À l’origine, Cassie et Sam avaient réservé pour un petit week-end en amoureux mais Sam n’ayant pu se libérer à l’hôpital, le luxueux loft sera finalement occupé par les drôles de dame du nouveau club de lecture : Martha, Stephanie, Abigail, Joy et bien sûr Cassie. Donna les accompagne également mais ses rapports avec Abbigail sont tendus. Joy se demande si elle a pris la bonne décision en s’associant avec elle pour rénover la nouvelle demeure de Martha. Le mentor de Cassie, Olympia est décédée et une commémoration a lieu dans le salon de thé où elle avait ses habitudes. Abigail découvre qu’Olympia est reliée à la malédiction Merriwick-Davenport. Martha et Stephanie sont à la recherche de billets pour l'unique dîner éphémère du célèbre chef Byron Bird.dans la ville. Sam est obligé d’intervenir lors de la première opération du nouveau chirurgien, le Dr Jacobson qui utilise le nouveau robot. Adam a finalement reçu sa mission et il va bientôt partir mais il n’en a pas encore parlé à Stephanie. Sam et lui décident de rejoindre les drôles de dame à Chicago. |
| 10. La Colombe (The Bird)           | le 05/07/2020      | Cassie n’est pas vraiment contente car c’est la fin de sa mission en tant qu’enseignante suppléante mais est-ce vraiment le cas ? Le nouvel administrateur de l’hôpital oblige Sam à prendre des congés car il lui en reste beaucoup qu’il a refusés ces dernières années mais comment ne pas s’ennuyer et trouver des passe-temps communs avec Cassie : cuisine, méditation, golf, poterie ou autres …. ? Donna a un projet de restauration intéressant dans le Vermont et voudrait que Joy la suive. Martha quant à elle est occupée par la fête qu’elle organise pour pendre la crémaillère de sa nouvelle demeure, à peine rénovée. Mais malgré le fait que Cassie ait purifié les lieux, une série d’incidents vient émailler les préparatifs de la soirée. Stephanie n’est pas sûre qu’une relation à distance avec Adam qui va bientôt partir en mission puisse tenir longtemps. Pour lui montrer son attachement, il envisage de lui faire une importante demande. Sam, quand il l’apprend, n’est pas vraiment d’accord car il pense que cela cache autre chose. Va-t-il écouter son ami ? Le rubis se fissure de plus en plus mais Abigail et Donovan décident de combattre ensemble la malédiction et de se rendre à la soirée de Martha. Ils doivent trouver le diamant qui détiendrait la clé de leur avenir et tout le monde va essayer de les y aider. Pendant la soirée, Sam s’aperçoit que dans le tableau de Nathaniel, l’homme regarde à travers sa longue vue une figurine représentant un oiseau. Joy pense à celui que sa mère lui a laissé et à la pierre d’Olympia. A-t-elle trouvé le lien entre les deux ? Quel est le rapport avec la malédiction ? Et puis que veulent dire ces petites bourses de velours pourpre contenant de la terre qui ont surgi de nulle part et destinées à Cassie, Abigail et Joy ? Donovan aussi a une demande à faire à Abigail… Va-t-elle accepter sa proposition ? |

### Septième saison (2021)
Dans une interview accordée à MediaVillage, Catherine Bell a indiqué que deux épisodes spécial Halloween étaient en cours d'écriture et que si les mesures liées à la COVID-19 le permettaient, ceux-ci seraient tournés en août 2020 à Toronto.
Cette dernière saison de dix épisodes a été diffusée à partir du 16 mai 2021.
1. La fête de fiançailles (The Party)
2. Le coquillage (The Shell)
3. La nostalgie  (The Delivery)
4. Le troc de Middleton (The Exchange)
5. Le cerf-volant (The Kite)
6. Les voeux du passé (The Wishes)
7. La magie (The Magic)
8. La course des amoureux (The Sprint)
9. Être une Merriwick… (The Search)
10. Le mariage (The Wedding)

## Univers de la série
La série se déroule dans la petite ville de Middleton aux États-Unis.
Le plan de la ville est à retrouver ici : http://www.hallmarkchannel.com/good-witch/the-map-of-middleton

### Personnages
- Cassandra Nightingale : Surnommée Cassie, elle est une gentille sorcière propriétaire de la boutique «Bell, Book and Candle» et du Bed and breakfast de la maison historique «Grey House», mère d'une adolescente prénommée Grace et belle-mère de deux jeunes adultes, Lori et Brandon. Aimée de tous, elle est généreuse, sage et dévouée. Elle est veuve depuis peu et a de la difficulté à ouvrir son cœur, malgré les nombreux hommes intéressés par elle.
- Grace Russell : Fille de Cassie et Jake, elle est étudiante et stagiaire à la clinique de Sam, leur voisin. Elle possède également des dons tel que savoir certaines choses avant qu'elles se produisent. Elle est très mature et responsable pour son âge. Elle est très proche de sa famille et de Sam et Nick.
- Dr Sam Radford : Chirurgien réputé provenant de New York, il emménage dans la maison voisine de Cassie. Il est le propriétaire de la nouvelle clinique familiale de Middleton également voisine de la boutique «Bell, Book and Candle». Séparé de sa femme, il a un fils prénommé Nick. Il tombe rapidement sous le charme de Cassie.
- Nick Radford : Il est le fils de Sam et devient un très bon ami de Grace. Au tempérament rebelle et révolté, il a de la difficulté à passer au travers du divorce de ses parents et il ne voulait pas quitter New York pour Middleton.
- Jake Russell : Le défunt mari de Cassie. Il était veuf de sa première femme lorsqu'il a rencontré Cassie. Il a eu deux enfants avec sa première femme, Brandon et Lori, et un avec Cassie, Grace. Mort dans le cadre de son travail, il était Chef de Police.
- Brandon Russell : Fils de Jake et beau-fils de Cassie, il est très proche de sa belle-mère et de sa famille. Il est officier de police pour Middleton et marié à Tara.
- Lori Russell : Fille de Jake et belle-fille de Cassie, elle adore sa belle-mère et est très proche de sa sœur Grace et de son frère. Elle est journaliste pour le journal de Middleton.
- Abigail Pershing : Cousine de Cassie, elle habitait à New York, mais a déménagé à Middleton pour prétendument aider sa famille. Elle est très difficile à vivre et est plutôt rebelle. Elle cause beaucoup de problèmes là où elle passe et se défend en disant que c'est sa façon d'aider ses proches. Elle est propriétaire de la boutique de fleurs de Middleton.
- Martha Tinsdale : Maire de Middleton, c'est une femme quelque peu écervelée et imbue d'elle-même. Elle veut la gloire et la célébrité de la politique sans avoir de réel talent dans le domaine. Elle délègue tout ce qui ne lui plaît pas et les deux seules choses qui lui importent vraiment sont sa réputation et son fils.
- Stephanie Borden : Propriétaire du restaurant le plus populaire de Middletown «Le Bistro», elle est une grande amie et cliente de Cassie. Elle est désespérément à la recherche du grand amour.
- George : Beau-père de Jake, il travaille au bed and breakfast avec Cassie et fait les rénovations dans la maison «Grey House». Il est très proche de Cassie et de ses petits enfants.
- Derek : Le nouveau Chef de Police qui a remplacé Jake à la suite de son décès. Il espère faire de Brandon son sergent et est très proche de ce dernier.
- Linda : Ex-femme de Sam Radford, elle est une mère absente qui a tendance à faire passer sa carrière avant son fils. Elle est très obstinée et se laisse souvent aveugler par ce qu'elle désire au détriment de sa famille.

## Audience
États-Unis
La saison 6 a fédéré 1,9 million de téléspectateurs en moyenne par épisode.
C’est un peu en deçà de la saison 5 avec 2,2 millions.
France
Les quatre premiers épisodes de la saison 1 sur M6 ont réuni en moyenne 840 250 téléspectateurs.